# Ressurreição: Inspiracional
Ressurreição: Inspiracional é o primeiro EP do cantor brasileiro Leonardo Gonçalves, lançado em 1 de abril de 2016 pela gravadora Sony Music Brasil. O disco contém regravações das músicas "Getsêmani" e "Ele Vive".
As músicas foram gravadas para fazer parte da trilha-sonora do filme Ressurreição, mas Leonardo atrasou a produção e não deu tempo para ser incluso no filme. Mesmo assim, o intérprete lançou as faixas e também produziu versões em videoclipe, gravadas na Praia de Morro Branco, no Ceará.
Leonardo definiu as gravações como "talvez minha maior contribuição", por se tratar de dois dos principais sucessos de sua carreira solo sendo regravados.

## Faixas
| N.º | Título      | Compositor(es)                    | Duração |  |
| 1.  | "Ele Vive"  | Leonardo Gonçalves e Rafael Brito | 4:39    |  |
| 2.  | "Getsêmani" | Cleiton Schaefer                  | 5:07    |  |